# شاهو غارتين (قلعة خواجة)
شاهو غارتين (بالفارسية: شهوگرتین) هي منطقة سكنية تقع في إيران في قسم قلعة خواجة الريفي. يقدر عدد سكانها بـ 78 نسمة بحسب إحصاء 2016.